# Polnischer Fußballpokal 2015/16
Der Puchar Polski 2015/16 war die 62. Ausspielung des polnischen Pokalwettbewerbs. Er begann am 18. Juli 2015 mit den Vorrundenspielen und endete am 2. Mai 2016 mit dem Finale im PGE Narodowy in Warschau.
Der Pokalsieger qualifizierte sich für die Teilnahme an der 2. Qualifikationsrunde der Europa League 2016/17.
Titelverteidiger war Legia Warschau.

## Teilnehmende Mannschaften
Für die Hauptrunde waren 68 Mannschaften qualifiziert:
| Teilnahme ab 2. Runde | Teilnahme ab 1. Runde | Teilnahme ab Vorrunde                                                                  | Teilnahme ab Vorrunde | Teilnahme ab Vorrunde |
| Ekstraklasa 2014/15 16 Vereine | 1. Liga 2014/15 12 Vereine (Platz 1 – 12) | 1. Liga 2014/15 6 Vereine (Platz 13 – 18)                                              | 2. Liga 2014/15 18 Vereine | 16 regionale Pokalsieger der Woiwodschaften der Saison 2014/15 |
| Lech Posen Legia Warschau (TV) Jagiellonia Białystok Śląsk Wrocław Lechia Gdańsk Wisła Krakau Górnik Zabrze Pogoń Szczecin Cracovia Ruch Chorzów Piast Gliwice Korona Kielce Górnik Łęczna Podbeskidzie Bielsko-Biała Zawisza Bydgoszcz GKS Bełchatów | Zagłębie Lubin Termalica Bruk-Bet Nieciecza Wisła Płock Olimpia Grudziądz Chojniczanka Chojnice Dolcan Ząbki Stomil Olsztyn GKS Katowice Wigry Suwałki Arka Gdynia Chrobry Głogów Miedź Legnica | Bytovia Bytów Sandecja Nowy Sącz Pogoń Siedlce GKS Tychy Widzew Łódź Flota Świnoujście | MKS Kluczbork Zagłębie Sosnowiec Rozwój Katowice Raków Częstochowa KS ROW 1964 Rybnik Błękitni Stargard Szczeciński Stal Stalowa Wola Stal Mielec Znicz Pruszków Nadwiślan Góra Legionovia Legionowo Siarka Tarnobrzeg Wisła Puławy Okocimski KS Brzesko Puszcza Niepołomice MKP Kotwica Kołobrzeg Górnik Wałbrzych Limanovia Limanowa | Olimpia Olsztynek (WN) KKS 1925 Kalisz (WP) Wisła Sandomierz (SK) Resovia Rzeszów (PK) Garbarnia Krakau (MA) Wda Świecie (KP) Stilon Gorzów Wielkopolski (LB) Chełmianka Chełm (LU) Boruta Zgierz (LD) Ursus Warschau (MZ) Ślęza Wrocław (DS) Odra Opole (OP) ŁKS Łomża (PD) Rodło Kwidzyn (PM) Grunwald Ruda Śląska (SL) Gwardia Koszalin (ZP) |

## Auslosung und Spieltermine

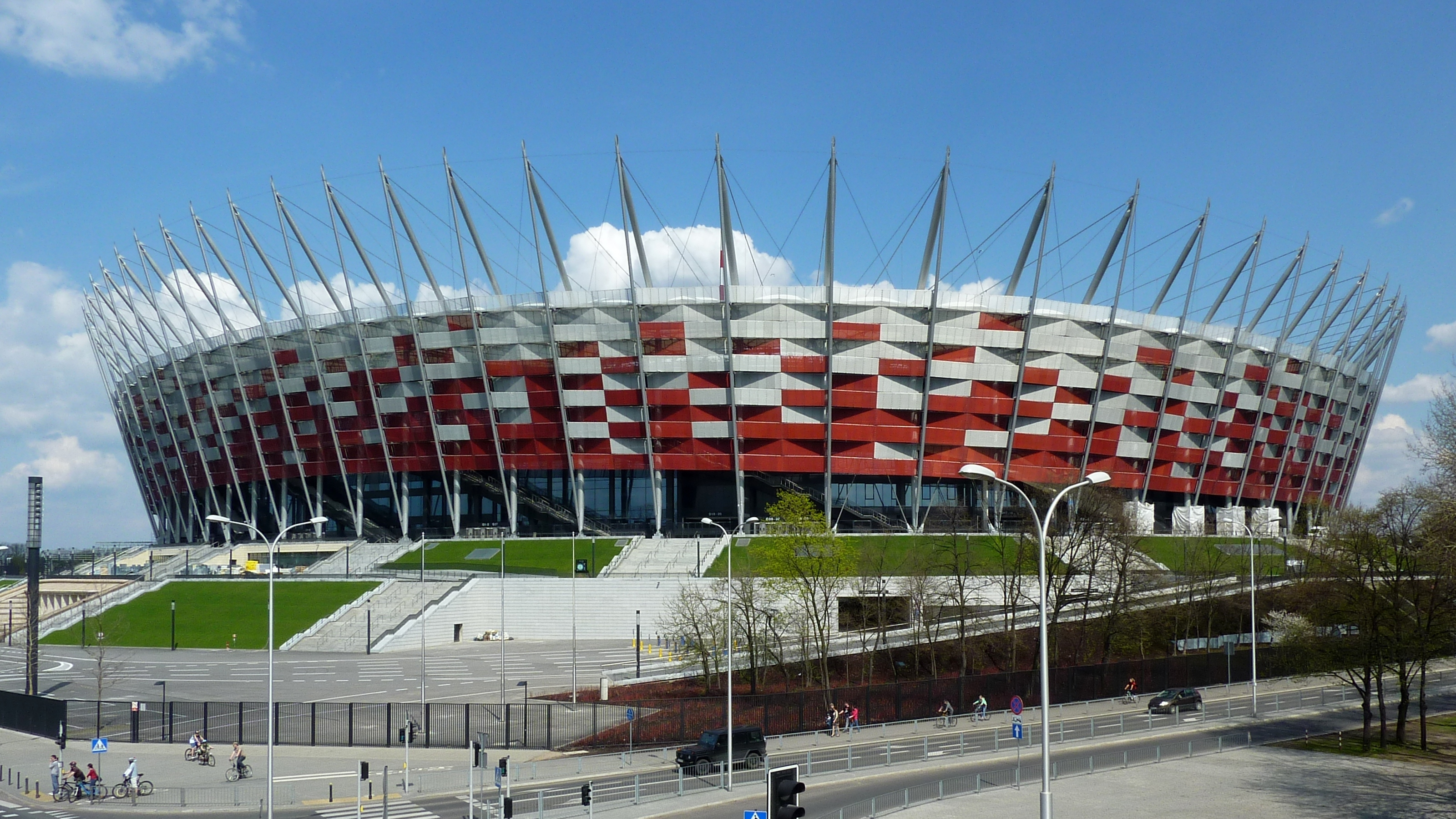
Das Stadion PGE Narodowy in Warschau, Austragungsort des Finales am 2. Mai 2016

| Runde         | Auslosung  | 1. Spiel                              | 2. Spiel                              |
| ------------- | ---------- | ------------------------------------- | ------------------------------------- |
| Vorrunde      | 17.06.2015 | 18./19.07.2015                        | —                                     |
| 1. Runde      | 17.06.2015 | 25./26.07.2015                        | —                                     |
| 2. Runde      | 23.07.2015 | 12.08.2015                            | —                                     |
| Achtelfinale  | 23.07.2015 | 23.09.2015                            | —                                     |
| Viertelfinale | 23.07.2015 | 28.10.2015                            | 18.11.2015                            |
| Halbfinale    | 16.12.2015 | 30.03.2016                            | 26.04.2016                            |
| Finale        | –          | 2. Mai 2016 im PGE Narodowy, Warschau | 2. Mai 2016 im PGE Narodowy, Warschau |

## Vorrunde
Die Spiele der Vorrunde fanden am 18., 19. und 22. Juli 2015 mit den 16 regionalen Pokalsiegern aus den Woiwodschaften, den 18 Vereinen der 2. Liga sowie den Mannschaften der Plätze 13 bis 18 der 1. Liga statt.
| Datum      |                            | Ergebnis              |                               |
| ---------- | -------------------------- | --------------------- | ----------------------------- |
| -          | Boruta Zgierz              | 13:0 1                | Widzew Łódź                   |
| -          | Rodło Kwidzyn              | 13:0 2                | Flota Świnoujście             |
| -          | Wda Świecie                | 13:0 3                | Limanovia Limanowa            |
| 18.07.2015 | Stilon Gorzów Wielkopolski | 3:2                   | MKP Kotwica Kołobrzeg         |
| 18.07.2015 | Gwardia Koszalin           | 1:3                   | Błękitni Stargard Szczeciński |
| 18.07.2015 | Resovia Rzeszów            | 1:2                   | Puszcza Niepołomice           |
| 18.07.2015 | Odra Opole                 | 0:1                   | Pogoń Siedlce                 |
| 18.07.2015 | Chełmianka Chełm           | 0:1                   | Siarka Tarnobrzeg             |
| 18.07.2015 | Olimpia Olsztynek          | 1:3                   | Legionovia Legionowo          |
| 18.07.2015 | Grunwald Ruda Śląska       | 2:4 n. V.             | Stal Stalowa Wola             |
| 18.07.2015 | KKS 1925 Kalisz            | 1:4                   | Wisła Puławy                  |
| 18.07.2015 | Znicz Pruszków             | 0:1                   | Nadwiślan Góra                |
| 18.07.2015 | Stal Mielec                | 0:2                   | Rozwój Katowice               |
| 18.07.2015 | Górnik Wałbrzych           | 1:1 n. V. (3:0 i. E.) | Okocimski KS Brzesko          |
| 18.07.2015 | KS ROW 1964 Rybnik         | 2:0                   | MKS Kluczbork                 |
| 19.07.2015 | Wisła Sandomierz           | 0:1                   | Sandecja Nowy Sącz            |
| 19.07.2015 | ŁKS Łomża                  | 2:1                   | Raków Częstochowa             |
| 19.07.2015 | Ślęza Wrocław              | 0:1                   | Bytovia Bytów                 |
| 19.07.2015 | Ursus Warschau             | 0:1                   | Zagłębie Sosnowiec            |
| 22.07.2015 | Garbarnia Krakau           | 2:0                   | GKS Tychy                     |

## 1. Runde
Die Spiele der 1. Runde fanden vom 25. bis 29. Juli 2015 statt. Es nahmen die Gewinner der Vorrundenspiele teil. Hinzu kamen die Mannschaften der Plätze 1 bis 12 der 1. Liga.
| Datum      |                               | Ergebnis              |                              |
| ---------- | ----------------------------- | --------------------- | ---------------------------- |
| 25.07.2015 | Górnik Wałbrzych              | 0:2                   | Wigry Suwałki                |
| 25.07.2015 | KS ROW 1964 Rybnik            | 0:4                   | Dolcan Ząbki                 |
| 25.07.2015 | Siarka Tarnobrzeg             | 1:4                   | Chojniczanka Chojnice        |
| 25.07.2015 | Rodło Kwidzyn                 | 2:4 n. V.             | Olimpia Grudziądz            |
| 25.07.2015 | Stomil Olsztyn                | 2:0                   | Sandecja Nowy Sącz           |
| 25.07.2015 | Boruta Zgierz                 | 0:3                   | Puszcza Niepołomice          |
| 25.07.2015 | Arka Gdynia                   | 4:1                   | Pogoń Siedlce                |
| 25.07.2015 | Wda Świecie                   | 1:0                   | Legionovia Legionowo         |
| 25.07.2015 | Stilon Gorzów Wielkopolski    | 0:1                   | Stal Stalowa Wola            |
| 25.07.2015 | Wisła Puławy                  | 2:2 n. V. (2:4 i. E.) | Zagłębie Sosnowiec           |
| 26.07.2015 | Wisła Płock                   | 1:2                   | Bytovia Bytów                |
| 26.07.2015 | Garbarnia Krakau              | 0:2                   | Miedź Legnica                |
| 26.07.2015 | ŁKS Łomża                     | 0:0 n. V. (6:7 i. E.) | Chrobry Głogów               |
| 26.07.2015 | GKS Katowice                  | 2:0                   | Rozwój Katowice              |
| 28.07.2015 | Nadwiślan Góra                | 0:3                   | Zagłębie Lubin               |
| 29.07.2015 | Błękitni Stargard Szczeciński | 2:1                   | Termalica Bruk-Bet Nieciecza |

## 2. Runde
Die Spiele der 2. Runde fanden vom 11. bis 13. August 2015 statt. Es nahmen die 16 Gewinner der 1. Runde teil. Hinzu kamen die 16 Mannschaften der Ekstraklasa.
| Datum      |                               | Ergebnis              |                            |
| ---------- | ----------------------------- | --------------------- | -------------------------- |
| 11.08.2015 | Błękitni Stargard Szczeciński | 2:4                   | Zagłębie Lubin             |
| 11.08.2015 | Olimpia Grudziądz             | 0:2                   | Lech Posen                 |
| 11.08.2015 | Wda Świecie                   | 13:0 1                | Korona Kielce              |
| 11.08.2015 | Dolcan Ząbki                  | 2:3                   | Cracovia                   |
| 12.08.2015 | Jagiellonia Białystok         | 2:1                   | Pogoń Szczecin             |
| 12.08.2015 | Zawisza Bydgoszcz             | 4:1                   | Chrobry Głogów             |
| 12.08.2015 | Stal Stalowa Wola             | 2:2 n. V. (3:0 i. E.) | Piast Gliwice              |
| 12.08.2015 | Stomil Olsztyn                | 1:5                   | Śląsk Wrocław              |
| 12.08.2015 | GKS Bełchatów                 | 1:0                   | Bytovia Bytów              |
| 12.08.2015 | Arka Gdynia                   | 1:1 n. V. (2:3 i. E.) | Chojniczanka Chojnice      |
| 12.08.2015 | Puszcza Niepołomice           | 1:5                   | Lechia Gdańsk              |
| 12.08.2015 | Górnik Łęczna                 | 0:2                   | Legia Warschau             |
| 12.08.2015 | Zagłębie Sosnowiec            | 3:1                   | Górnik Zabrze              |
| 12.08.2015 | Wigry Suwałki                 | 0:2                   | GKS Katowice               |
| 13.08.2015 | Ruch Chorzów                  | 2:1                   | Wisła Krakau               |
| 13.08.2015 | Miedź Legnica                 | 1:2 n. V.             | Podbeskidzie Bielsko-Biała |

## Achtelfinale
Die Spiele des Achtelfinales fanden zwischen dem 15. und 24. September 2015 statt.
| Datum      |                            | Ergebnis  |                    |
| ---------- | -------------------------- | --------- | ------------------ |
| 15.09.2015 | Wda Świecie                | 1:4       | Zagłębie Sosnowiec |
| 16.09.2015 | Stal Stalowa Wola          | 1:2       | Zawisza Bydgoszcz  |
| 22.09.2015 | GKS Katowice               | 1:3       | Cracovia           |
| 22.09.2015 | Podbeskidzie Bielsko-Biała | 0:1       | Śląsk Wrocław      |
| 23.09.2015 | Jagiellonia Białystok      | 0:2       | Zagłębie Lubin     |
| 23.09.2015 | Lech Posen                 | 1:0       | Ruch Chorzów       |
| 24.09.2015 | Chojniczanka Chojnice      | 2:1 n. V. | GKS Bełchatów      |
| 24.09.2015 | Legia Warschau             | 4:1       | Lechia Gdańsk      |

## Viertelfinale
Die Spiele wurden in Hin- und Rückspielen ausgetragen. Die Hinspiele fanden am 27. und 28. Oktober 2015, die Rückspiele am 18. und 19. November 2015, sowie am 16. Dezember 2015 statt.
|                       | Gesamt |                | Hinspiel | Rückspiel |
| --------------------- | ------ | -------------- | -------- | --------- |
| Zagłębie Lubin        | 0:2    | Lech Posen     | 0:1      | 0:1       |
| Zawisza Bydgoszcz     | 2:1    | Śląsk Wrocław  | 0:0      | 2:1       |
| Chojniczanka Chojnice | 2:6    | Legia Warschau | 1:2      | 1:4       |
| Zagłębie Sosnowiec    | 3:2    | Cracovia       | 1:2      | 2:0       |

## Halbfinale
Die Spiele wurden in Hin- und Rückspielen ausgetragen. Die Hinspiele fanden am 15. und 16. März 2016, die Rückspiele am 5. und 6. April 2016 statt.
|                | Gesamt |                    | Hinspiel | Rückspiel |
| -------------- | ------ | ------------------ | -------- | --------- |
| Lech Posen     | 2:1    | Zagłębie Sosnowiec | 1:0      | 1:1       |
| Legia Warschau | 6:1    | Zawisza Bydgoszcz  | 4:0      | 2:1       |

## Finale
| Lech Posen                                          | Lech Posen | Legia Warschau | Legia Warschau |
| --------------------------------------------------- | --- | --- | -------------- |
| Lech Posen                                          | \| 2. Mai 2016 um 16:00 Uhr in Warschau (PGE Narodowy) \| \| Ergebnis: 0:1 (0:0) \| \| Zuschauer: 48.563 \| \| Schiedsrichter: Szymon Marciniak (Płock) \| | \| 2. Mai 2016 um 16:00 Uhr in Warschau (PGE Narodowy) \| \| Ergebnis: 0:1 (0:0) \| \| Zuschauer: 48.563 \| \| Schiedsrichter: Szymon Marciniak (Płock) \| | Legia Warschau |
| Lech Posen                                          | Jasmin Burić – Tomasz Kędziora, Paulus Arajuuri, Marcin Kamiński, Tamás Kádár – Łukasz Trałka (79. Maciej Gajos), Abdul Aziz Tetteh – Gergő Lovrencsics (90.+2' Kamil Jóźwiak), Karol Linetty, Szymon Pawłowski – Dawid Kownacki (88. Darko Jevtić) Cheftrainer: Jan Urban | Arkadiusz Malarz – Artur Jędrzejczyk, Igor Lewczuk, Michał Pazdan , Adam Hloušek – Ondrej Duda (67. Guilherme), Ariel Borysiuk, Tomasz Jodłowiec, Michał Kucharczyk – Aleksandar Prijović (90. Kasper Hämäläinen), Nemanja Nikolić (83. Michail Aleksandrow) Cheftrainer: Stanislaw Tschertschessow | Legia Warschau |
| Lech Posen                                          | 0:1 Aleksandar Prijović (69.) | | Legia Warschau |
| Lech Posen                                          | Szymon Pawłowski (42.), Łukasz Trałka (56.) | Aleksandar Prijović (38.), Michał Pazdan (90.+3'), Guilherme (90.+11') | Legia Warschau |
| 2. Mai 2016 um 16:00 Uhr in Warschau (PGE Narodowy) | | |                |
| Ergebnis: 0:1 (0:0)                                 | | |                |
| Zuschauer: 48.563                                   | | |                |
| Schiedsrichter: Szymon Marciniak (Płock)            | | |                |

## Beste Torschützen
Nachfolgend sind die besten Torschützen des Polnischen Fußballpokals 2015/16 aufgeführt. Die Sortierung erfolgt nach Anzahl ihrer Treffer, bei gleicher Toranzahl alphabetisch.
| \| Rang \| Spieler \| Verein \| Tore \| \| ---- \| ------------------- \| ----------------------------- \| ---- \| \| 1 \| Nemanja Nikolics \| Legia Warschau \| 6 \| \| 2 \| Aleksandar Prijović \| Legia Warschau \| 5 \| \| 3 \| Kamil Drygas \| Zawisza Bydgoszcz \| 4 \| \| 3 \| Szymon Lewicki \| Zawisza Bydgoszcz \| 4 \| \| 3 \| Damian Łanucha \| Stal Stalowa Wola \| 4 \| \| 3 \| Szymon Matuszek \| Dolcan Ząbki \| 4 \| \| 3 \| Eryk Sobków \| Zagłębie Lubin \| 4 \| \| 3 \| Radosław Wiśniewski \| Błękitni Stargard Szczeciński \| 4 \| |                     |                               |      |
| Rang | Spieler             | Verein                        | Tore |
| 1 | Nemanja Nikolics    | Legia Warschau                | 6    |
| 2 | Aleksandar Prijović | Legia Warschau                | 5    |
| 3 | Kamil Drygas        | Zawisza Bydgoszcz             | 4    |
| 3 | Szymon Lewicki      | Zawisza Bydgoszcz             | 4    |
| 3 | Damian Łanucha      | Stal Stalowa Wola             | 4    |
| 3 | Szymon Matuszek     | Dolcan Ząbki                  | 4    |
| 3 | Eryk Sobków         | Zagłębie Lubin                | 4    |
| 3 | Radosław Wiśniewski | Błękitni Stargard Szczeciński | 4    |